# Телец (зодия)
Вижте пояснителната страница за други значения на Телец.
Телец (на латински: Taurus) е вторият от дванадесетте зодиакални знака в астрологията, земен знак, който се свързва със земната стихия и съзвездието Бик. Според астрологията, зодиакалният знак се управлява от планетата Венера, в нея екзалтира Луната, в изгнание са Плутон и Марс, а в падение е Уран.

## Митология
В митологията Телец често се асоциира с гръцкия мит за Зевс, който приел облика на бик, за да похити Европа. Освен с този мит, Телец се свързва и с гръко-римската богиня Афродита/Венера и понякога с Хера/Юнона, Ищар, Изида и боговете Пан, Дионис/Бахкус и Куатцекоатл. Някои съвременни астрономи датират ерата на Телеца приблизително през периода 4360 г. пр.н.е. – 2200 г. пр.н.е..